# ムアンチュムポーン郡
座標: 北緯10度29分35秒 東経99度10分49秒 / 北緯10.49306度 東経99.18028度
ムアンチュムポーン郡（ムアンチュムポーンぐん）はタイ南部・チュムポーン県にある郡（アムプー）である。同県の県庁所在地（ムアン）でもある。

## 名称
チュムポーンとはイチジクの一種、Ficus glomerata のことである。ただし、県名の由来はこの植物のことではない。昔、チュムポーンには軍隊が駐留していたことからこの地域はチュムヌムポン (ชุมนุมพล) すなわち「軍隊の衆」と呼ばれた。それが、南タイ語風になまって、チュムポン (ชุมพล) と呼ばれるようになり、さらにイチジクの名前をもじってチュムポーンと呼ばれるようになった。

## 歴史
ナコーンシータンマラート王国の12の衛星都市の一つとして機能し、北の守護府として発展した。
1907年4月1日、郡（アムプー）となった。当初の名前は郡庁のあるタムボンの名前をとってタータパオ郡と呼ばれたが、1938年、県名と県庁所在地の名前を一致させるという政府の政策によりムアンチュムポーン郡と改称された。

## 地理
市街地は平地にあり、郡の西部はプーケット山脈の一部である。郡の北にはカオ・パーン森林公園があり。タイランド湾に面した郡の南東部にはチュムポーン諸島海洋国立公園がある。またその近くにはサーイリー・ビーチがひろがる。郡内の主な水源は、タータパオ川、チュムポーン川、サウィータオ川などである。
交通は、タイ国鉄が通っているほか、国道4号線が北から西に通っており、北にプラチュワップキーリーカン方面、西にラノーン方面に通じる。国道41号線が南に延びており、プンピン方面と通じる。

## 経済
郡内の主な産業は農業と商業である。農業では、ドリアン、マンゴスチン、ランブータン、ランサなどの果物類やココヤシやヤシ、パラゴムノキ、コーヒーノキの生産が行われている。

## 行政区分
郡は17のタムボンに分かれ、さらにその下位に165の村（ムーバーン）がある。自治体（テーサバーン）があり以下のようになっている。
- テーサバーンムアン・チュムポーン・・・タムボン・タータパオ全体と、タムボン・バーンマーク、ナートゥン、タークデート、クンクラティン、ワンパイの一部。
- テーサバーンタムボン・パークナームチュムポーン・・・タムボン・パークナームの一部
- テーサバーンタムボン・ターヤーン・・・タムボン・ターヤーンの全体
- テーサバーンタムボン・ワンパイ・・・タムボン・ワンパイの一部

また、郡内には16のタムボン行政体（オンカーンボーリハーンスワンタムボン）がある。
| 1. タムボン・タータパオ・・・ตำบลท่าตะเภา 2. タムボン・パークナーム・・・ตำบลปากน้ำ 3. タムボン・ターヤーン・・・ตำบลท่ายาง 4. タムボン・バーンマーク・・・ตำบลบางหมาก 5. タムボン・ナートゥン・・・ตำบลนาทุ่ง 6. タムボン・ナーチャアン・・・ตำบลนาชะอัง 7. タムボン・タークデート・・・ตำบลตากแดด 8. タムボン・バーンルック・・・ตำบลบางลึก 9. タムボン・ハートパンクライ・・・ตำบลหาดพันไกร 10. タムボン・ワンパイ・・・ตำบลวังไผ่ 11. タムボン・ワンマイ・・・ตำบลวังใหม่ 12. タムボン・バーンナー・・・ตำบลบ้านนา 13. タムボン・クンクラティン・・・ตำบลขุนกระทิง 14. タムボン・トゥンカー・・・ตำบลทุ่งคา 15. タムボン・ウィサイヌア・・・ตำบลวิสัยเหนือ 16. タムボン・ハートサーイリー・・・ตำบลหาดทรายรี 17. タムボン・タムシン・・・ตำบลถ้ำสิงห | Map of Amphoe |